# Armeeoberkommando Norwegen

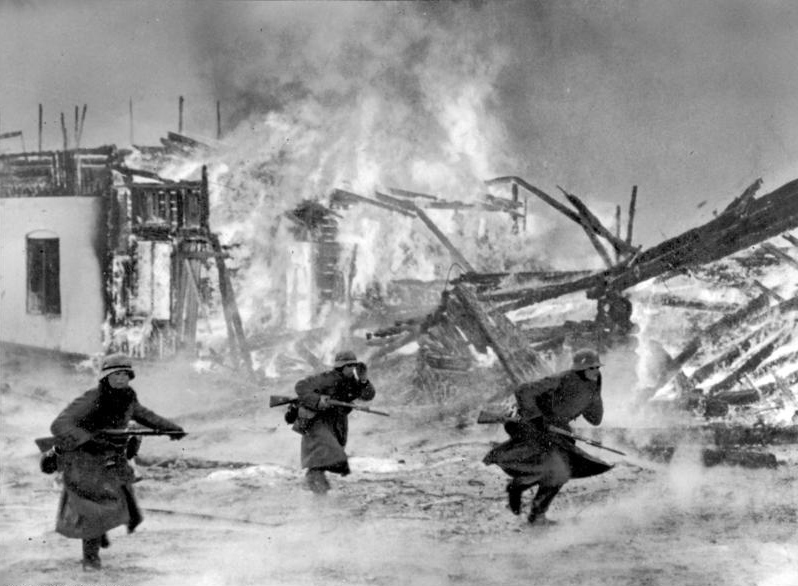
Tyska soldater rycker fram genom ett brinnande samhälle 4 mil väst om Lillehammer, april 1940

Armeeoberkommando Norwegen var ett av de två arméhögkvarteren som kontrollerade tyska trupper i nordligaste Norge och Finland under Andra Världskriget. Armégruppen skapades i december 1940 och var direkt underordnad Oberkommando der Wehrmacht  som var Wehrmachts överkommando.

## Operation Barbarossa
Armégruppen deltog i Operation Barbarossa 1941 och beordrades att ta staden Murmansk, kodnamnet för detta var Operation Silberfuchs.

### Organisation
Arméns organisation i juli 1941:
- LXX. Armeekorps
- XXXIII. Armeekorps
- Gebirgs-Armeekorps Norwegen
- XXXVI. Gebirgs-Armeekorps

Arméns organisation i september 1941:
- LXX. Armeekorps
- XXXIII. Armeekorps
- Abschnitt Stab Nord-Norwegen
- Gebirgs-Armeekorps Norwegen
- XXXVI. Gebirgs-Armeekorps
- III. Armeekorps